# Gregorio Grassi
San Gregorio Grassi o Gregorio Maria Grassi (13 de diciembre de 1833 – 9 de julio del 1900) es un clérigo, misionero, obispo de Shanxi, Mártir y santo católico.

## Biografía
Recibió la palma del martirio, a los 67 años, capitaneando un glorioso batallón de mártires de la fe caídos bajo la espada de los boxers el 9 de julio de 1900 en Taiyuanfu.